# RoundGlass Punjab FC
O RoundGlass Punjab FC (anteriormente conhecido como Punjab Football Club) é um clube de futebol sediado em Harianá na Índia que compete na Superliga Indiana, equivalente a primeira divisão nacional.

## Títulos
Competições nacionais
- I-League:(2) 2017–18, 2022–23